# 周鑰
周鑰（1474年—1508年），字希準，廣東潮州府海陽縣人，民籍，明朝政治人物。

## 生平
弘治八年（1495年）乙卯科舉人，十五年（1502年）壬戌科進士。授完县知县，十八年（1505年）任束鹿縣知縣，擢為兵科給事中。正德三年（1508年），周鑰赴淮安府調查公務，與淮安府知府趙俊交好。趙俊曾答應借千金給周鑰，既而不與。當時使者歸還，劉瑾均索重賄。周鑰走投無路，舟行至桃源時，揮刀自刎。從者搶救時，周鑰已口不能言，取紙寫到「趙知府悞我」而死。
其事上聞，趙俊被逮捕至京治罪。

## 家族
曾祖周三甫；祖父周悌；父周成，教諭。母陳氏。具慶下。兄周釴（貢士），弟周鏷、周鑏。